# Mind My Mind
Mind My Mind is een in 2019 gepubliceerde Nederlandse Engelstalige korte animatiefilm van regisseur Floor Adams. De hoofdpersoon is autistisch en probeert zijn gedachten, gevisualiseerd als een mannetje in zijn hoofd, zodanig te sturen dat hij zo goed mogelijk kan functioneren in sociale contacten met neurotypische (niet-autistische) mensen, met name op het gebied van versieren.
De onafhankelijk geproduceerde film, waaraan ongeveer zestig Nederlandse en Belgische animatoren meewerkten, was zo'n tien jaar in ontwikkeling. De film werd mede mogelijk gemaakt door Inscience. Recensenten en andere commentatoren loofden de wijze waarop de film begrip kweekte voor mensen met autisme. De film heeft veel prijzen gewonnen.

## Plot
Hoofdpersonage Chris is een autistische man. Zijn gedachtewereld wordt gevisualiseerd als een mannetje in zijn hoofd, Hans. Hans sorteert alle informatie die binnenkomt en vindt razendsnel het juiste script als Chris in een bepaalde sociale situatie komt. Chris heeft een speciale interesse in oorlogsvliegtuigen, met name Stuka's. Als Chris bezig is met Stuka's heeft hij Hans niet nodig. De broer van Chris is niet autistisch en begrijpt hem niet zo goed. Hij neemt Chris mee naar een feest, waar Chris Gwen ontmoet. Gwen is dierenverzorger in een dierentuin, waar zij kameleons verzorgt. Chris wordt verliefd op haar. Hij wil graag met haar flirten en om dat succesvol aan te pakken laat hij Hans een script schrijven en probeert hij dat script te volgen en zijn obsessie voor Stuka's te verbergen. Net als de kameleons is Chris veel bezig met camouflage; hij maskeert in het dagelijks leven zijn autisme. Pas als het hem lukt zichzelf te zijn krijgt de relatie met Gwen een kans.

## Rolverdeling
De stem van Chris is ingesproken door Simon Hodges, die van Gwen door Cezanne Tegelberg en die van Hans door Elias Vervecken.

## Ontwikkeling
Mind My Mind is bedacht en hoofdzakelijk ontwikkeld door de Nederlandse animator en illustrator Floor Adams uit Nijmegen. Zij studeerde in 2005 af aan kunstacademie ArtEZ in Arnhem. Ze werkte een tijd in de psychiatrie en gaf jarenlang animatieles aan autistische jongeren. Tijdens een van die lessen in 2009/2010 kwam Adams op het idee om een film te maken. Een jongen daar kon haar alle details vertellen over het metrosysteem van Tokio, maar had heel veel moeite met praktische zaken regelen in zijn eigen leven, zoals boodschappen doen of op tijd bij afspraken komen. Het viel Adams op dat, hoewel iedereen wel een bepaalde beperking heeft, de mate waarop dat iemands dagelijks leven beïnvloedt heel erg verschilt van persoon tot persoon en dat iedereen unieke manieren heeft (zoals een eigen gevoel voor humor) om daarmee om te gaan. Ze wilde graag visualiseren wat er in het hoofd van iemand met autisme gebeurt, wat andere mensen aan de buitenkant niet kunnen zien. Ze besloot zich daarbij te richten op non-verbale communicatie en met name verliefd worden, flirten en seks. Na anderen te hebben gevonden die haar wilden helpen, startte Adams begin 2013 in het geheim haar werk aan Mind My Mind, wat ze in januari 2014 onthulde. In het begin was de planning dat de film 11 minuten zou duren en binnen een jaar voltooid zou zijn; tegen januari 2014 was de verwachting dat Mind My Mind begin 2015 voltooid zou zijn en ongeveer 14 minuten zou duren. De hoofdpersonage werd Chris, een man met het syndroom van Asperger, een diagnose die in die tijd nog werd gesteld. De diagnose kwam nog voor in de actuele versie van de Diagnostic and Statistical Manual of Mental Disorders (DSM), de herziene vierde editie uit 2000 (DSM-IV-TR), maar niet meer in de DSM-5 uit 2013. In de DSM-5 werden alle verschillende 'vormen' van autisme samengevoegd zodat er nog maar een autismediagnose mogelijk was. Chris worstelt om op goede manieren te handelen in romantische situaties. Het 'mannetje in zijn hoofd' is in de film naamloos, maar werd door de filmmakers onderling "Hans" genoemd, naar Hans Asperger. Aanvankelijk was ook het plan om een vrouwtje in het hoofd van Gwen te laten zien ("Nora", van neurotypisch) maar dit is uiteindelijk geschrapt. Adams las veel over het onderwerp en interviewde autisten om een passend script te maken voor de korte film. Dit kostte veel tijd en moeite. Volgens Adams wekte dit vaak frustratie: 'Niemand had eerder zo’n verbeelding gemaakt waarop ik me kon baseren.' Uiteindelijk duurde het hele proces tien jaar, waarvan Adams de laatste zes jaar full-time bezig was met de productie, in samenwerking met zestig animatoren.

## Ontvangst
Mind My Mind ging op 3 maart 2019 tijdens het Brusselse animatiefilmfestival Anima in wereldpremière en beleefde op 4 april 2019 zijn Nederlandse première op het Nijmeegse kortefilmfestival Go Short. Tijdens de Amerikaanse première op het Tribeca Film Festival in New York op 29 april werd Adams geïnterviewd door Whoopi Goldberg, die verklaarde fan van de film te zijn.
Mind My Mind werd een enorm succes: tientallen filmfestivals over de wereld haalden hem binnen en zelfs bioscopen waren bereid om een film van 30 minuten te vertonen, hetgeen zeldzaam is. Filmrecensenten waren vol lof over het resultaat: zo schreef Pauline Kleijer in de Volkskrant dat het 'een bijzonder mooie, handgetekende animatie met een ontroerend verhaal' is, dat 'het knap [is] hoe fris en levendig de film is geworden', gezien het feit dat 'animatie, zeker de handgetekende, monnikenwerk blijft'. "Al pretendeert ze met haar film niet uit te leggen hoe een autistische stoornis werkt (de typische autist bestaat nu eenmaal niet, en er zitten geen mannetjes in hersenen), ze weet er duidelijk veel van af." Volgens Coen van Zwol in NRC is het 'een hoopvolle, fraaie, leerzame film over (zelf)acceptatie, autisme en liefde die niet alleen vaders met autistische zonen diep zal ontroeren.' Verschillende commentatoren meenden ook dat Mind My Mind veel beter begrip kweekt voor mensen met autisme dan eerdere films zoals Rain Man (1988) en de televisieserie The Big Bang Theory. Mind My Mind sleepte gedurende 2019 en begin 2020 de ene na de andere prijs binnen, al zat een Oscarnominatie er net niet in. Adams was overweldigd door het succes: 'Daar had ik nooit van durven dromen. Het was al onwerkelijk om uit het kleine eigen wereldje van het creëren van de film te stappen en ermee naar buiten te gaan.'
Autistische film- en televisiewetenschapper Anne van de Beek schreef op verzoek van de regisseur een recensie. Volgens haar maakt de film duidelijk dat autistische mensen wel emoties en empathie hebben, maar dat ze dit vaak anders beleven en uiten dan anderen, omdat autisme een informatieverwerkingsstoornis is, met overprikkeling als veelvoorkomend kenmerk. Ook wordt in de film getoond hoe mensen hun autisme vaak maskeren en camoufleren om zo goed mogelijk mee te draaien in de wereld. Dit is zeldzaam in de media. Ze concludeerde dat het een mooie en genuanceerde film is die meer dan andere films het perspectief van de autistische hoofdpersoon toont, al is het een weinig originele keuze dat degene met autisme een "jongvolwassen, witte, heteroseksuele man" is.

## Prijzen en nominaties
- Publieksprijs animatiefilmfestival Anima Brussel[9]
- Publieksprijs kortefilmfestival Go Short Nijmegen[13]
- Shortlist Oscar in de categorie Korte Animatiefilm[10][14]
- Publieksprijs filmfestival Stuttgart[15]
- Selectie voor Gouden Kalf tijdens het Nederlands Film Festival 2019[15]
- Kristallen Film 2020[16]